# Ojo del Diablo
Ojo del Diablo är en vattenkälla i Mexiko. Den ligger i delstaten Chihuahua, i den nordvästra delen av landet.